# Автомобільні шляхи Черкаської області
Автомобі́льні шляхи́ Черкаської області — мережа доріг на території Черкащини, що об'єднує між собою населені пункти та окремі об'єкти та призначена для руху транспортних засобів, перевезення пасажирів та вантажів.